# Моррисон, Шелли
Шелли Моррисон (урожденная Рэйчел Митрани ; 26 октября 1936 — 1 декабря 2019) — американская актриса. Моррисон была известна ролью горничной Розарио Салазар в ситкоме NBC "Уилл и Грейс ", которую она играла с 1999 по 2006 год. Она также регулярно снималась в ситкоме «Летающая монахиня ", где играла сестру Сиксто, монахиню, известную в основном тем, что каверкала английский язык, и у неё была постоянная роль в мыльной опере «Главный госпиталь» в 1982 году. Она также была голосом миссис Портильо в анимационном диснеевском шоу Умелец Мэнни.

## Ранние годы
Моррисон родилась в Южном Бронксе, единственная дочь сефардских еврейских родителей. Первоначально она росла в Бронксе, штат Нью-Йорк, а затем переехала в Лос-Анджелес, штат Калифорния, когда ей было десять лет. Её мать, Гортензия, была домохозяйкой, а отец, Морис Митрани, занимался производством одежды.

## Карьера
Моррисон изучала актёрское мастерство в Городском колледже Лос-Анджелеса и получила свои первые роли в фильмах « Развод по-американски» и «Как спасти брак и разрушить свою жизнь». 
С 1965 по 1967 год она четыре раза появлялась в роли индианки Линды Маленькие Деревья в телесериале Ларедо (в эпизодах «Yahoo», «Jinx», «No Bugles, One Drum» и «Split the Difference»). В 1966 году сыграла «Адди Мунеркан» в эпизоде «Какой доктор» сериала Дымок из ствола. В 1967 году она воспользовалась собственным опытом изучения английского языка, чтобы сыграть пуэрториканскую монахиню, сестру Сиксто, у которой были проблемы с английским языком, в шоу Салли Филд «Летающая монахиня». Она играла эту роль, пока шоу не было отменено в 1970 году. Моррисон появилась в романтической комедии 1997 года «Поспешишь — людей насмешишь» с Сальмой Хайек и Мэтью Перри в главных ролях, а также в более драматических фильмах, таких как «Влюбленный Блюм» и «Бризи» (оба 1973 года).
Одной из заметных ролей Моррисон стала роль сальвадорской горничной Росарио Инес Консуэло Иоланды Салазар в ситкоме «Уилл и Грейс». Она появилась в 64 эпизодах с 1999 по 2006 год (а также в короткой эпизодической роли в веб-сериале «Уилл и Грейс» в сентябре 2016 года в поддержку президентской кампании Хиллари Клинтон). Первоначально роль была создана для короткого появления в одном эпизоде, но Росарио была настолько популярна среди зрителей, что стала повторяющимся персонажем. Помимо спарринга с её распутной и очень избалованной работодательницей Карен Уокер (Меган Маллалли), Росарио вышла замуж за друга-гея Карен Джека МакФарланда (Шон Хейс), чтобы предотвратить свою депортацию.
Среди примерно 25 появлений в кино и 200 появлений на телевидении Моррисон 32 раза изображала горничную или домработницу. Как только Моррисон сообщила своему агенту, чтобы она больше не предлагала ей «роли горничной», тут же раздался звонок с предложением роли в «Уилле и Грейс». В 2017 году NBC возродила этот сериал для новой серии эпизодов. 3 августа 2017 года соавтор Макс Матчник объявил репортерам, что Моррисон попросили повторить её роль Салазар в сериале, но в конечном итоге она решила полностью выйти из игры. Хотя её последней официальной актёрской ролью была озвучка в анимационном фильме 2012 года «Ночь в супермаркете», её последнее появление в качестве актрисы было в веб-сериале «Уилл и Грейс» на тему выборов 2016 года.

## Смерть
Моррисон умерла в медицинском центре Cedars-Sinai в Лос-Анджелесе 1 декабря 2019 года в результате сердечной недостаточности после непродолжительной болезни. Ей было 83 года.

## Фильмография
| Год     | Заголовок                              | Роль                     | Ноты                |
| ------- | -------------------------------------- | ------------------------ | ------------------- |
| 1962 г. | Стажеры                                | тусовщица                | в титрах не указана |
| 1966 г. | Замок Зла                              | Лупе Текал д’Эсперанса   |                     |
| 1967 г. | Развод по-американски                  | Джеки                    |                     |
| 1968 г. | Как спасти брак и разрушить свою жизнь | Марсия Бори              |                     |
| 1968 г. | Ларедо                                 | Линда Маленькие Деревья  |                     |
| 1968 г. | Смешная девчонка                       | Женщина со второго этажа | в титрах не указана |
| 1969 г. | Золото Маккенны                        | Пима Скво                |                     |
| 1971 г. | Мужчина и мальчик                      | Розита                   |                     |
| 1972 г. | Встань и посчитайся                    | Роза                     | в титрах не указана |
| 1973 г. | Блюм в любви                           | миссис Греко             |                     |
| 1973 г. | Бризи                                  | Нэнси Хендерсон          |                     |
| 1974 г. | Дьявол отсчитал пять                   | Рут                      |                     |
| 1978 г. | Кроличий тест                          | миссис Борзони           |                     |
| 1983 г. | Макс Дуган возвращается                | мать                     |                     |
| 1989 г. | Рота Беверли-Хиллз                     | горничная Роза           |                     |
| 1997 г. | Поспешишь — людей насмешишь            | тётя Кармен              |                     |
| 2004 г. | Подводная братва                       | миссис Санчес            | голос               |
| 2011    | Ночь в супермаркете                    | Лола Фрутола             | голос               |